# 施蒂利亞州前阿爾卑斯山脈

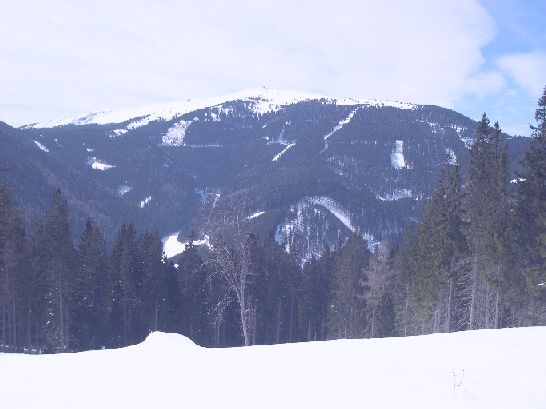

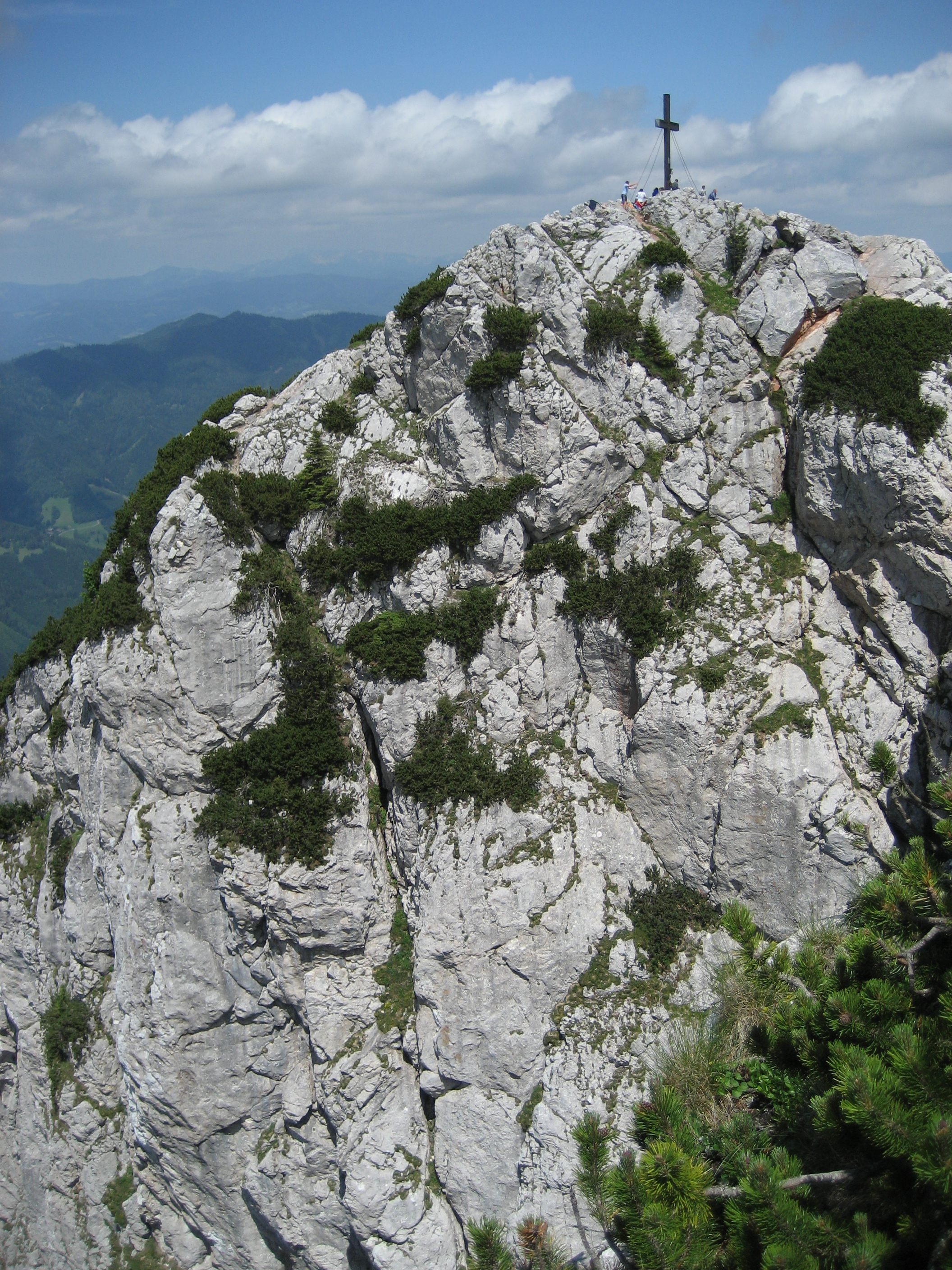

施蒂利亞州前阿爾卑斯山脈是歐洲的山脈，橫跨奧地利、斯洛文尼亞和匈牙利，最高點海拔高度2,184米，該地區城鎮有格拉茨和馬里博爾。